# Phyllogryllus hirsutus
Phyllogryllus hirsutus är en insektsart som beskrevs av Morgan Hebard 1928. Phyllogryllus hirsutus ingår i släktet Phyllogryllus och familjen syrsor. Inga underarter finns listade i Catalogue of Life.